# Rusu Bârgăului, Bistrița-Năsăud
Rusu Bârgăului, mai demult Rusul Bârgăului, Borgo-Rus (în dialectul săsesc Reissn, în germană Reussen, Borgo-Ruß, în maghiară Oroszborgó) este un sat în comuna Josenii Bârgăului din județul Bistrița-Năsăud, Transilvania, România.

## Personalități
- Vasile Fabian-Bob (1795-1836), profesor
- Vasile Pahone (1869 - 1931), deputat în Marea Adunare Națională de la Alba Iulia 1918